# Andrew Osagie
Andrew Osagie (Reino Unido, 19 de febrero de 1988) es un atleta británico especializado en la prueba de 800 m, en la que consiguió ser medallista de bronce mundial en pista cubierta en 2014.

## Carrera deportiva
En el Campeonato Mundial de Atletismo en Pista Cubierta de 2014 ganó la medalla de bronce en los 800 metros, llegando a meta en un tiempo de 1:47.10 segundos, tras el etíope Mohammed Aman (oro con 1:46.40 segundos) y el polaco Adam Kszczot.